# Den sidste Nat
Den sidste Nat er en dansk stumfilm fra 1915, der er instrueret af Robert Dinesen efter manuskript af Harriet Bloch.

## Handling
Denne artikel mangler et handlingsreferat. Hjælp os med at skrive det.

## Medvirkende
- Frederik Jacobsen - Fyrsten
- Robert Schmidt - Prins Ivan, fyrstens søn
- Johannes Ring - Kammerherre, baron Crone
- Ebba Thomsen - Leonora, kammerherrens datter
- Svend Melsing - Erling, kammerherrens søn, Ivans ven
- Robert Dinesen - Poul Wilde, billedhugger
- Carl Lauritzen - Dr. med. Toft, Pouls ven
- Else Frölich
- Hilmar Clausen
- Ingeborg Bruhn Bertelsen
- Johanne Krum-Hunderup
- Agnes Lorentzen